# Бочка (пилотаж)

Фигура высшего пилотажа «бочка»

Бо́чка — фигура пилотажа, при выполнении которой летательный аппарат (самолёт и так далее) поворачивается относительно продольной оси на 360° с сохранением общего направления полёта.

## Виды и типы
По типу выполнения может быть:
- быстрой;
- медленной.

По числу оборотов может быть:
- одинарная;
- полуторная;
- многократная.

По наклону траектории полёта может быть:
- горизонтальная;
- восходящая;
- нисходящая.

## Техника выполнения
Техника выполнения бочки рассматривается на примере спортивного самолёта Як-52. Горизонтальная управляемая бочка выполняется на скорости 230 км/ч при частоте вращения коленчатого вала двигателя 82 % и полном наддуве.
В горизонтальном полёте наметить впереди самолёта ориентир, относительно которого будет выполняться бочка. На заданной скорости взятием ручки управления на себя создать угол тангажа 10—15° и зафиксировать это положение. После чего энергичным движением ручки управления в сторону бочки начать вращение самолёта вокруг продольной оси, помогая вращению незначительным отклонением педали в ту же сторону.
После прохода крена 45° начать отдавать ручку управления от себя, не замедляя вращения. В первый момент это необходимо для предупреждения разворота, а затем, когда самолёт будет в перевернутом положении — для предупреждения опускания капота самолёта ниже линии горизонта.
В положении «на ноже» (90° и 270°) необходимо незначительно отклонить верхнюю педаль для удержания капота выше линии горизонта.
В перевернутом положении педали должны стоять нейтрально, чтобы самолёт не уходил в сторону от ориентира. За 30—20° до завершения бочки ручка управления подтягивается на себя для удержания самолёта от разворота и от опускания капота ниже линии горизонта.
Как только самолёт будет подходить к положению горизонтального полёта, ручку управления дать на вывод в противоположную сторону вращения, а после прекращения вращения — поставить нейтрально.

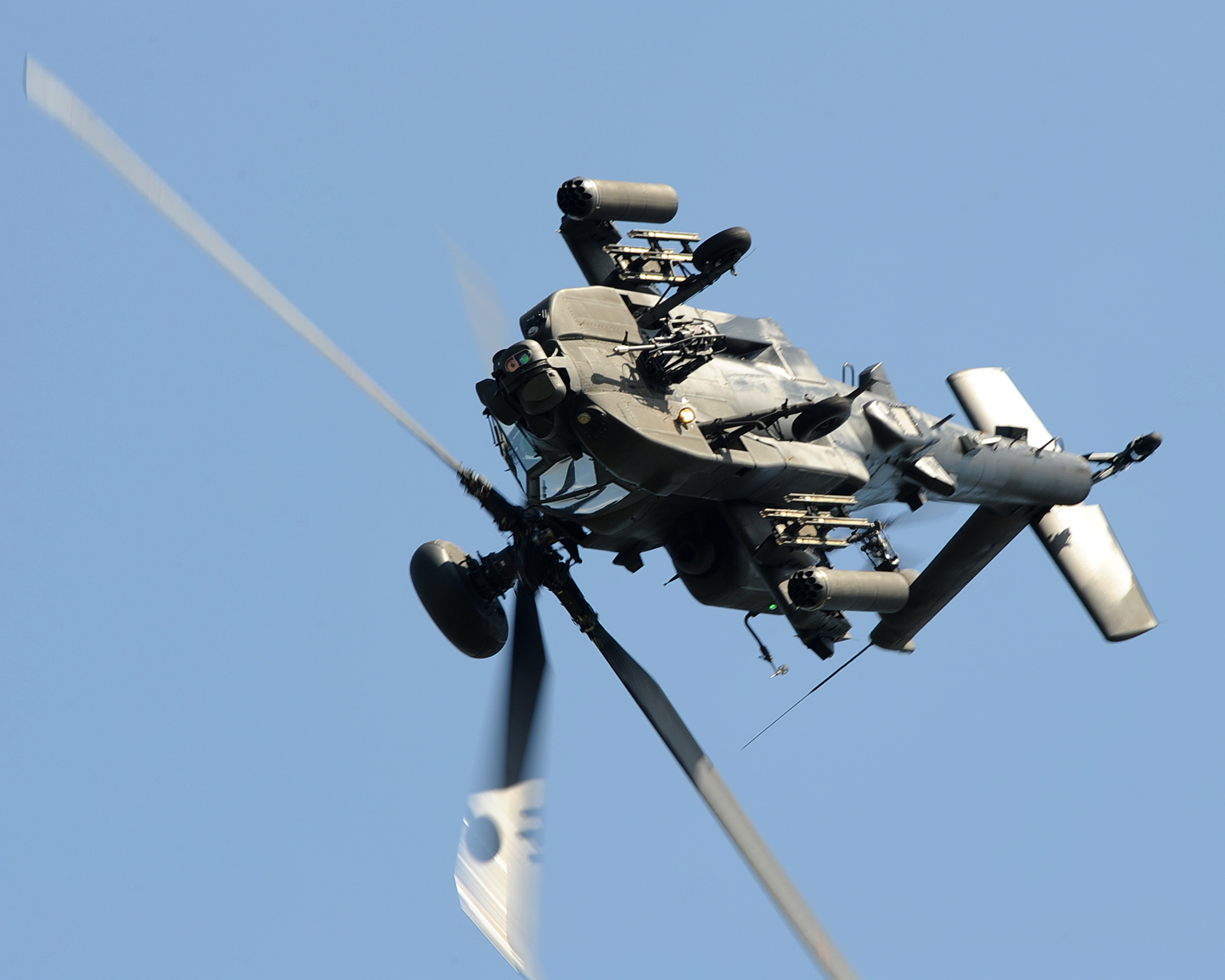
Бочка на ударном вертолёте WAH-64
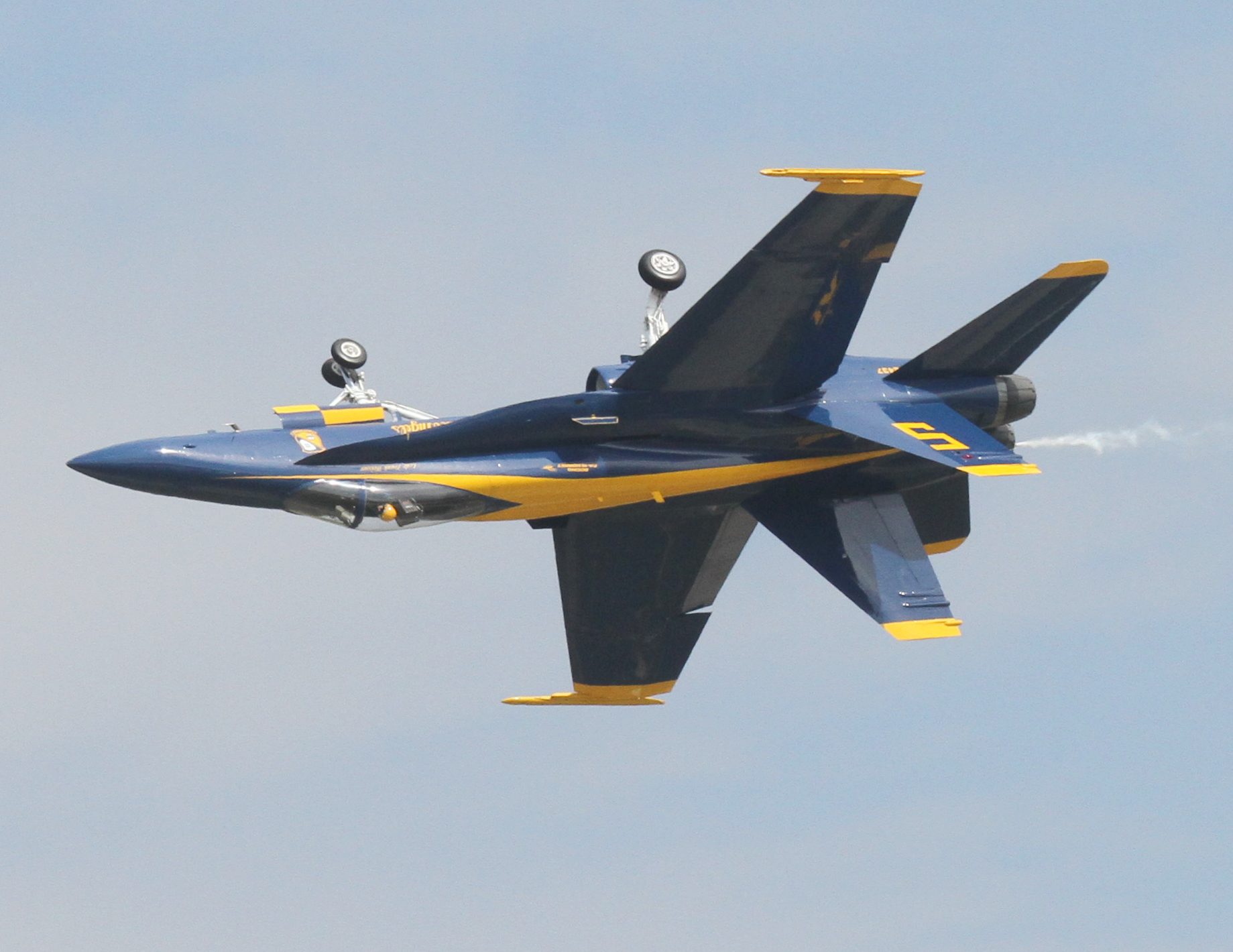
Бочка на истребителе F/A-18
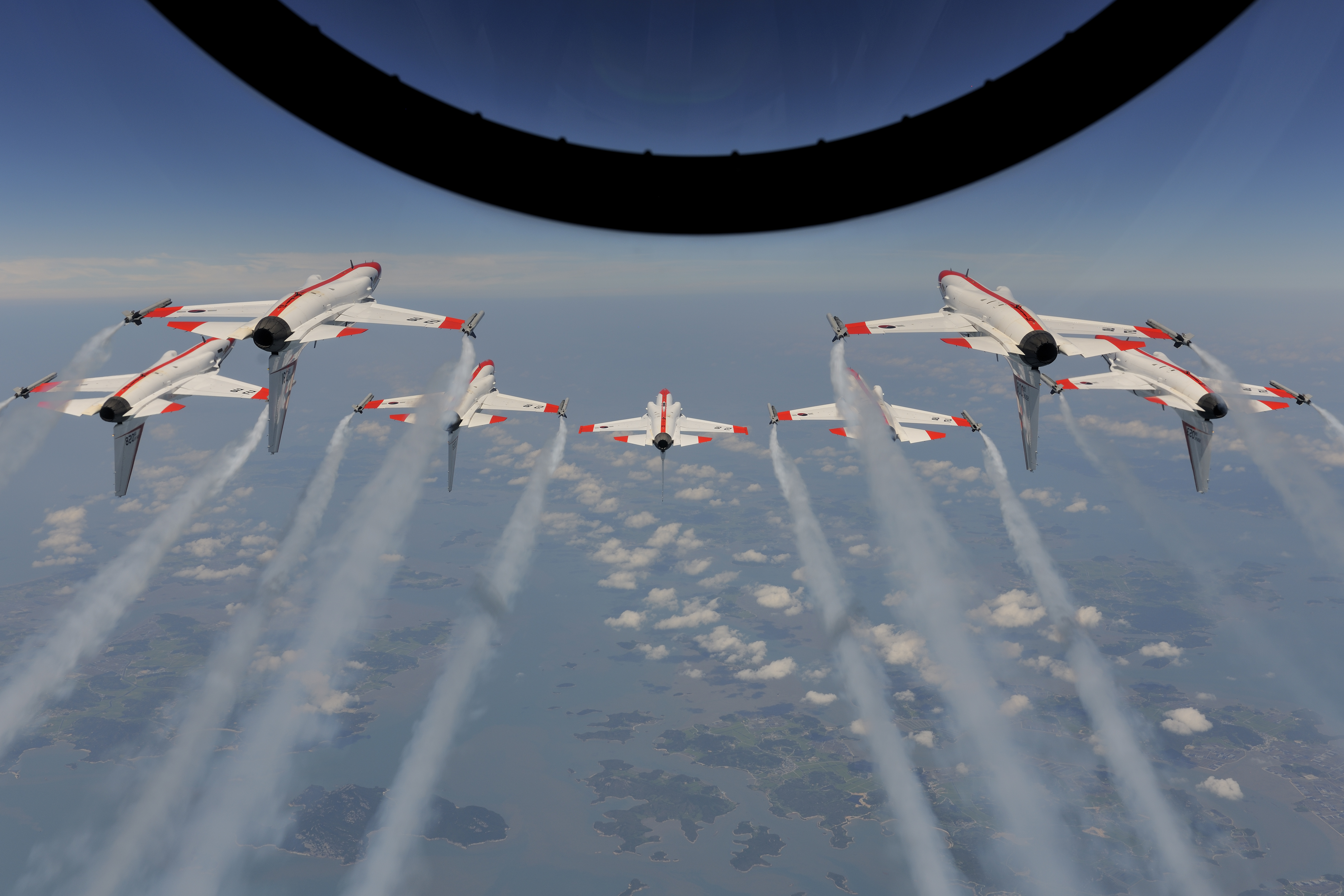
Групповая бочка учебно-тренировочных самолётов T-50
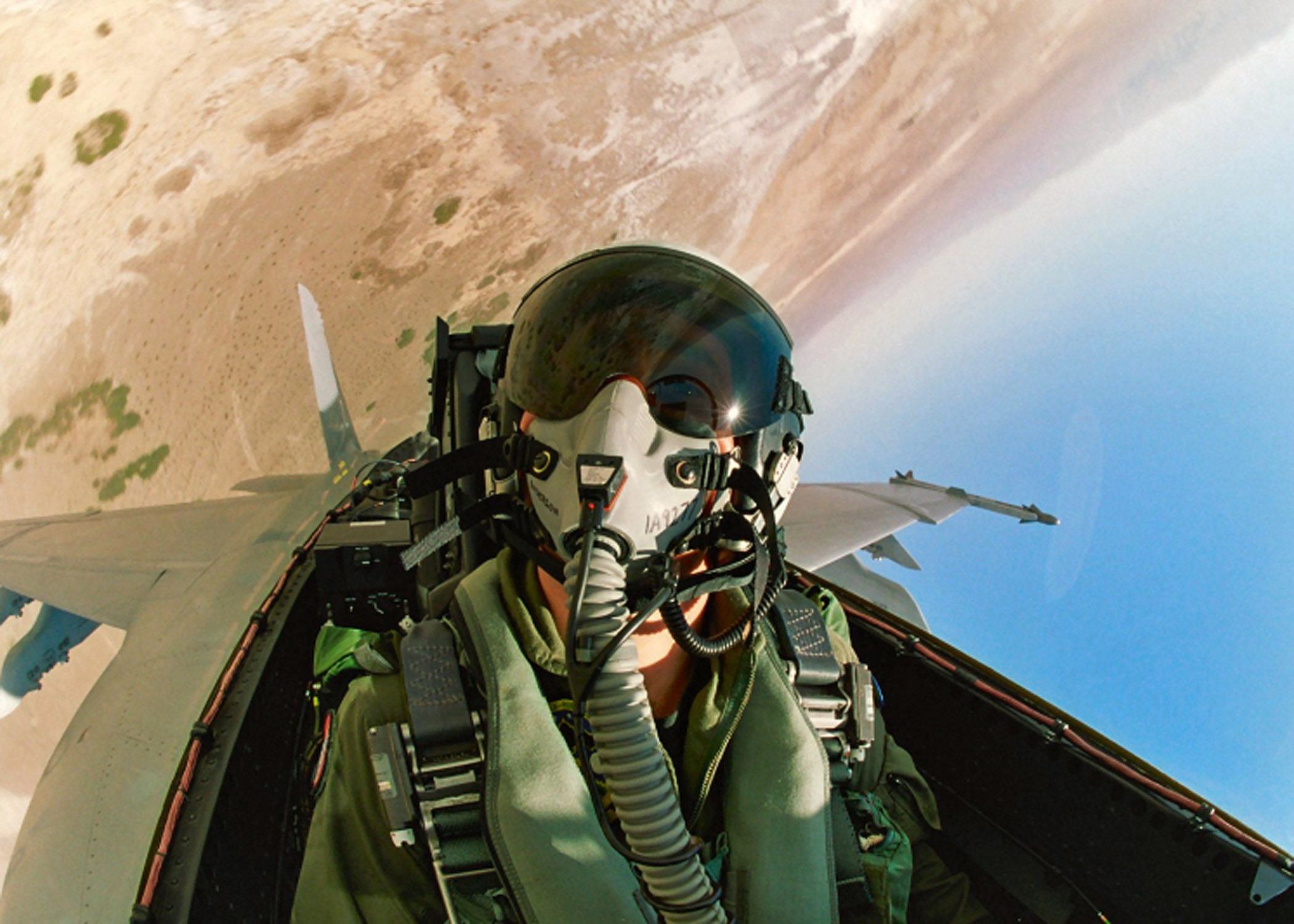
Вид из кабины во время выполнения бочки